# Riccardo Cattaneo
Riccardo Cattaneo (Trecate, 21 gennaio 1854 – Trana, 2 settembre 1931) è stato un giurista e politico italiano.
È stato inoltre sindaco di Torino dal 1920 al 1923.

## Biografia
Nato nel novarese da Giovanni Cattaneo e Seffora Olgiati, si laureò in Giurisprudenza all'Università degli Studi di Torino, dove nel 1879 divenne professore di istituzioni di diritto civile. Dal 1901 insegnò materie giuridiche prima alla Scuola di Applicazione per Ingegneri, divenuta nel 1906 il Politecnico di Torino, e poi all'università.
Dal 1895 fu consigliere comunale a Torino, diventando anche assessore nelle amministrazioni di Secondo Frola e Teofilo Rossi. Dal 1902 fu consigliere provinciale, sempre di Torino. Nel 1920 venne eletto sindaco, l'ultimo sindaco liberale di Torino, e l'ultimo eletto dal popolo prima che con l'avvento del fascismo la città venisse amministrata da commissari governativi e podestà. Il successivo sindaco eletto democraticamente (ma a suffragio universale) sarà il comunista Celeste Negarville oltre un quarto di secolo dopo (1946).
Come sindaco si adoperò per risanare il bilancio comunale e per costruire alcune opere pubbliche, tra le quali l'acquedotto del Pian della Mussa e la fontana di piazza Solferino. Unificò inoltre il servizio tranviario cittadino, fino ad allora gestito dalla Società anonima di tramways (di nazionalità belga) e dalla Società torinese dei tramways, affidandolo all'Azienda tranvie municipali, l'antesignana dell'attuale GTT.
Gli ultimi anni della giunta Cattaneo subirono l'offensiva dello squadrismo: nel 1922, durante la strage di Torino, fu assassinato il consigliere comunale comunista Carlo Berruti; in seguito i consiglieri socialisti si dimisero e la giunta decadde nell'estate 1923.
Nella professione si occupò di importanti cause civili e commerciali (tra le quali quella tra La Rinascente e i Fratelli Bocconi); fu il penultimo presidente dell'Ordine degli Avvocati di Torino prima dello scioglimento causato dal nuovo regime, nel 1926.
Nel 1924 Cattaneo fu nominato senatore del Regno. Come senatore fece parte della commissione reale per la riforma del codice di procedura civile, la cosiddetta Sottocommissione C del 1924, composta dai nomi più prestigiosi dell'epoca nel campo della giurisprudenza.
Alla fine del 1927, colpito dal diabete, si ritirò dalla vita politica e professionale. Morì a Trana, nei pressi di Torino, nel 1931, e vi fu sepolto alla presenza del re Vittorio Emanuele III e delle massime autorità cittadine. Fu ricordato in un necrologio dal futuro Presidente della Repubblica Luigi Einaudi.
La città di Torino gli ha intitolato una grande piazza nella zona sud.